# خوان مورينو فرنانديز
خوان مورينو فرنانديز (بالإسبانية: Juan Moreno Fernández)‏ (11 مايو 1997 في إسبانيا - ) هو لاعب كرة قدم إسباني في مركز جناح ‏. لعب مع أتلتيكو مدريد.

## وصلات خارجية
- خوان مورينو فرنانديز على موقع قاعدة بيانات كرة القدم.إي يو (الإنجليزية)
- خوان مورينو فرنانديز على موقع Soccerway.com (الإنجليزية)
- خوان مورينو فرنانديز على موقع AS.com (الإسبانية)